# 오설록

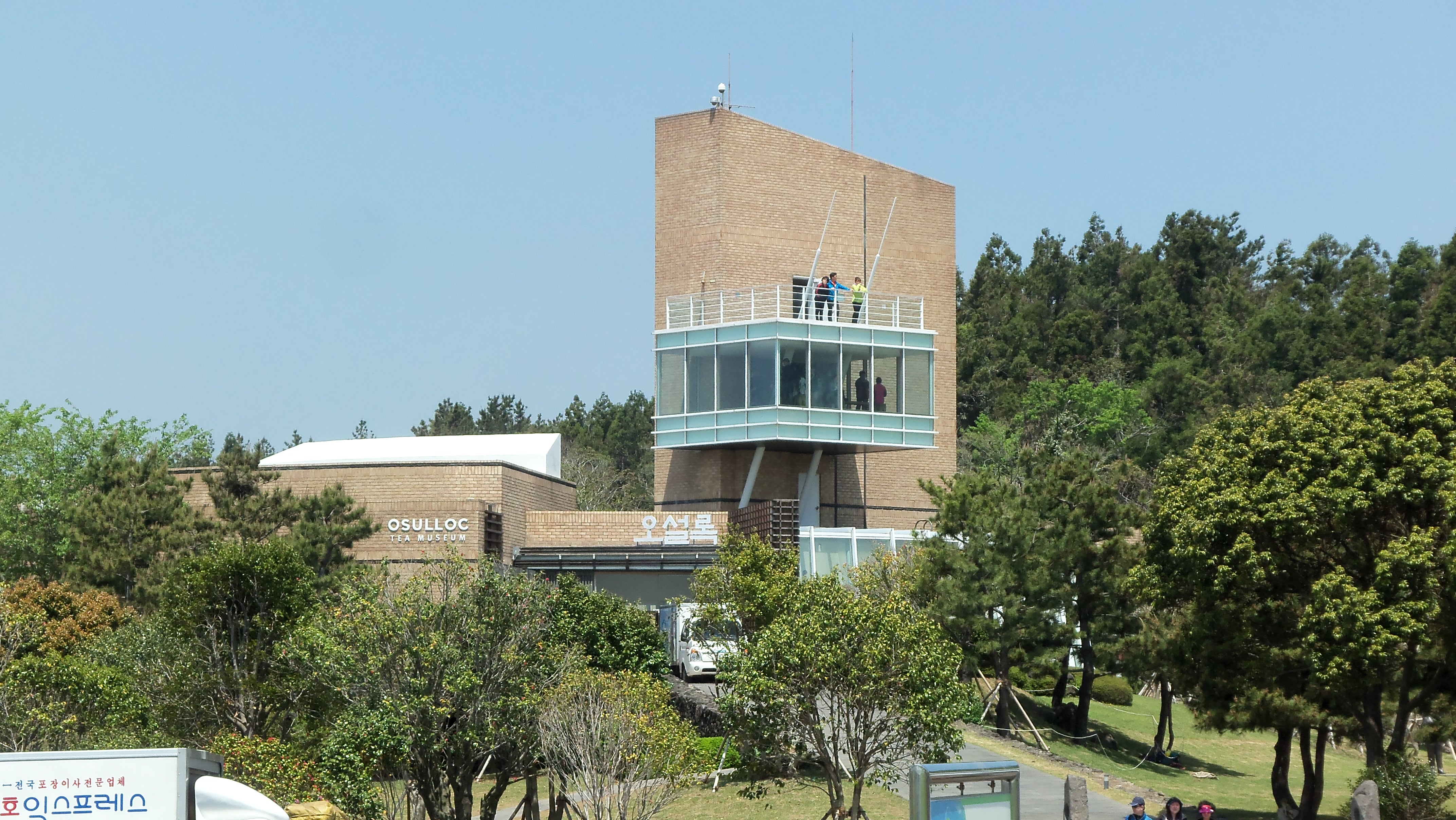
오설록 티뮤지엄

오설록은 주식회사 오설록의 차 브랜드로 당시 태평양화학 창업주 고 서성환 회장의 지시로 황무지에 녹차밭 가꾸기 사업을 시작하여, 1983년 3월 황무지 49만 5000m²(약 15만 평)을 개간하여 다원과 녹차 공장을 만들었다. ‘오설록’이란 이름은 '눈 속에서도 피어나는 녹차의 생명력에 대한 감탄의 표현'과 ‘origin of sulloc’, 즉 이곳이 설록차의 고향이란 뜻을 담고 있다고 한다.

## 위치
- 오설록을 총괄하는 주식회사 오설록의 본사는 서울특별시 용산구 한강대로 100, 14층 (한강로2가)에 있다.
- 녹차를 재배, 가공하여 판매하는 농업회사법인 주식회사 오설록농장은 제주도 서귀포시 안덕면 신화역사로 36에 있으며, 전라남도 강진군 성전면 백운로 93-25에 강진지점을 두고 있다.
- 오설록 티 뮤지엄은 제주특별자치도 서귀포시 안덕면 신화역사로 15에 위치한 차 박물관이다. 입장료는 무료이다.

## 역사
전통 차 문화를 계승, 보급하고 차의 역사와 문화를 체험할 수 있는 차(茶) 종합 전시관을 2001년 9월 개관하였다. 전시관은 부지 2,045평, 건물 465평의 규모이다. 주식회사 오설록의 제주 도순다원에서는 국내 전체 녹차 잎 생산량의 24%에 이르는 850톤의 녹차를 생산하고 있다. 아모레퍼시픽(현재 주식회사 오설록)은 이들 녹차 잎을 원료로 녹차 가루와 티백 제품 등을 생산해 2018년에는 504억원의 매출을 올렸다고 발표했다. 2019년 8월 12일 오설록 사업부문을 운영하는 주식회사 오설록을 설립하였으며, 10월 1일자로 주식회사 아모레퍼시픽으로부터 오설록 사업부문 모두(부채, 자산, 인력, 계약 등)를 양수하였다.

## 위상 및 평가
2022년 3월 《한겨레》의 토요 연재 만화 '오늘도 냠냠냠' 및 동명의 도서 시리즈에 소개됐다.

## 같이 보기
- 남송이오름
- 문도지오름
- 아모레퍼시픽
- 제주영어교육도시
- 제주신화역사공원

## 참고 자료
- 「이용재의 궁극의 문화기행」, 테디베어박물관 서귀포시, 이용재 저, 도미노북스(2011년, 289~291p)